# Tobias Noborn
Bo Tobias Noborn, född Andersson den 14 maj 1973 i Norrköping, är en svensk orienterare som tävlar för IFK Göteborg Orientering. Han ingick i Sveriges landslag för herrar under åren 2001-2006 och deltog i VM 2001 i Tammerfors, Finland och 2006 i Århus, Danmark. Han har tagit ett antal SM-tecken, främst då på natten och tog SM Grand Slam år 2000 och 2003. Tidigare klubbar han tävlat för är OK Orion och moderklubben Matteus SI.